# باشگاه کشتی انبوه‌‌سازان هوتن
باشگاه کشتی انبوه‌ سازان هوتن یک باشگاه حرفه‌ای کشتی است که مکان آن در قائم‌شهر مازندران قراردارد. این تیم یکی از تیم‌هایی است که در لیگ برتر کشتی‌آزاد ایران نیز حضور دارد و موفق شده است در سال ۱۴۰۱ به مقام سومی لیگ برتر کشتی آزاد ایران نیز دست یابد.
تیم انبوه سازان هوتن در فینال لیگ برتر کشتی آزاد ایران در سال ۱۴۰۲ برار بانک شهر به میدان رفت و در نتیجه نهایی بازی را واگذار کرده و عنوان نایب قهرمانی را از آن خود کرد.

## مربیان[۱۲][۱۳]
| پست         | نام            |
| ----------- | -------------- |
| سرمربی      | احسان امینی    |
| کمک‌مربی     | احمد محمدی     |
| کمک‌مربی     | ایمان محمدیان  |
| کمک‌مربی     | فرشید قبادی    |
| مربی بدنساز | احسان ابراهیمی |

## کشتی‌گیران
آبان ۱۴۰۲
| نام                                         | رویداد      |
| ------------------------------------------- | ----------- |
| علی مومنی ابراهیم خواری                     | ۵۷ کیلوگرم  |
| محمد خدابخشی                                | ۶۱ کیلوگرم  |
| ابراهیم الهی                                | ۶۵ کیلوگرم  |
| یوسف کامرانی عرفان الهی محمد بخشی           | ۷۰ کیلوگرم  |
| یونس امامی                                  | ۷۴ کیلوگرم  |
| مصطفی قیاسی سبحان یاری                      | ۷۹ کیلوگرم  |
| هادی وفایی پور حسن یزدانی علیرضا کریمی      | ۸۶ کیلوگرم  |
| مبین عظیمی امیرحسین فیروزپور کامران قاسم‌پور | ۹۲ کیلوگرم  |
| علی شعبانی                                  | ۹۷ کیلوگرم  |
| امیررضا معصومی سالار حبیبی                  | ۱۲۵ کیلوگرم |